# Čínská strana snahy o spravedlnost
Čínská strana snahy o spravedlnost (CZGP; čínsky v českém přepisu Čung-kuo č’-kung tang, pchin-jinem Zhōngguó Zhìgōngdǎng, znaky zjednodušené 中国致公党, tradiční 中國致公黨) je jednou z osmi menších politických stran v Čínské lidové republice působící pod vedením Komunistické strany Číny. 
Ke konci roku 2022 měla Čínská strana snahy o spravedlnost přibližně 69 000 členů, převážně navrátivších se zámořských Číňanů, členů jejich rodin a dalších osobnosti s vazbami na zahraničí. Ve Všečínském shromáždění lidových zástupců zvoleném roku 2023 má 38 poslanců (z 2977), v jeho stálém výboru 3 poslance (ze 175). V Čínském lidovém politickém poradním shromáždění má 30 zástupců (z 544 křesel přidělených politickým stranám).
Předsedou ústředního výboru Čínské strany snahy o spravedlnost je od roku 2022 Ťiang Cuo-ťün. 

## Historie
Čínská strana snahy o spravedlnost byla založena roku 1925 v San Francisku členy Společnosti č’-kung, snahy o spravedlnost, která byla jedním z hlavních podporovatelů Sunjatsena v jeho úsilí o svržení čchingské vlády nad Čínou v prvním desetiletí 20. století. V čele zakladatelů strany stáli Čchen Ťiung-ming, bývalý kuomintangský generál a anarchista, a Tchang Ťi-jao, také kuomintangský generál a guvernér Jün-nanu. Základem programu strany byl federalismus a pluralitní demokracie. V roce 1926 strana přesunula své sídlo do tehdejší britské kolonie Hongkongu. Po japonské invazi do Mandžuska v roce 1931 se začala angažovat v protijaponské propagandě a bojkotu. Během japonské okupace Hongkongu byla strana téměř zničena. 
Na svém třetím stranickém sjezdu v roce 1947 se strana posunula doleva, roku 1949 vyslala své zástupce na jednání Čínského lidového politického poradního shromáždění v Pekingu, kde se podíleli na formulaci společného programu shromáždění pro Čínskou lidovou republiku. Od té doby zástupci Čínské strany snahy o spravedlnost zastávali významné funkce v ústřední lidové vládě, mají zastoupení v Čínském lidovém politickém poradním shromáždění i v parlamentu (Všečínském shromáždění lidových zástupců).
V rámci reorganizace menších politických stran Čínské lidové republiky provedené pod vedením oddělení jednotné fronty ústředního výboru Komunistické strany Číny byla Čínské straně snahy o spravedlnost určeno působení mezi navrátivšími se zámořskými Číňany, jejich příbuznými a osobnostmi a veřejnými činiteli věnujícími se problematice čínské komunity mimo Čínu. Do roku 1957 se strana rozrostla na více než 600 členů, ale během kampaně proti pravičákům roku 1958 byla řada členů strany vládnoucími komunisty zhodnocena jako pravičáci a vyřazena z politického života, kritizován byl i předseda ústředního výboru strany Čchen Čchi-jou. Během kulturní revoluce byla strana nucena přerušit činnost, po skončení revoluce počínaje rokem 1977 postupně obnovila své aktivity. Jako ostatní menší politické strany Čínské lidové republiky věrně sleduje politiku Komunistické strany Číny, přičemž k výstavbě země a podpoře reforem přispívá svými vztahy se zahraničním, když navázala rozsáhlé kontakty se zámořskými čínskými skupinami ve více než 70 zemích a regionech.

## Organizace a vedení
Nejvyšším orgánem Čínské strany snahy o spravedlnost je celostátní sjezd, sjezd schvaluje stanovy strany, volí ústřední výbor a vyslechne zprávu o práci odstupujícího ústředního výboru. Ústřední výbor je nejvyšším orgánem strany mezi sjezdy, schází se každoročně a k běžnému řízení strany volí stálý výbor ústředního výboru, včetně jeho předsedy a místopředsedů. Celostátní sjezdy v Čínské lidové republice proběhly roku 1950 (ještě jako konference), roku 1952, 1956, pak po delší přestávce roku 1979, 1983, 1988, 1992 a poté pravidelně v pětiletých intervalech v letech 1997, 2002, 2007 atd.
Čínská strana snahy o spravedlnost vydává noviny Čínský rozvoj a interní zpravodaj Čínská snaha o spravedlnost. 
Stranu tvoří především příslušníci střední a vyšší třídy navrátivších se zámořských Číňanů a členové jejich rodin a dalších reprezentativní osobnosti s vazbami na zahraničí. Roku 2007 měla strana přes 28 000 členů, Roku 2008 měla 32 tisíc členů, z toho 16 tisíc žen. Nicméně v 110členném ústředním výboru strany byla žen pouze čtvrtina. K roku 2014 měla už přes 40 tisíc členů, z nichž tři čtvrtiny mělo vysokoškolské nebo analogické vzdělání, 87 % patřilo ke střední a vyšší třídě, 76 % byli navrátilci ze zámoří, Číňané ze zámoří, Hongkongu, Macaa, Tchaj-wanu a další lidé se vztahy se zahraničím; ve vládních a soudních orgánech zastávalo vedoucí funkce na úrovni okresu nebo vyšší 494 členů strany. Co se týče zastupitelských a poradních sborů, 917 osob bylo poslanci lidových shromážděních všech úrovní a 4618 působilo v lidových politických poradních shromážděních. V listopadu 2022 měla strana 69 000 členů.
V čele Čínské strany snahy o spravedlnost stojí předseda jejího ústředního výboru:
- Čchen Ťiung-ming, říjen 1925 – září 1933, zemřel;
- Čchen Jen-šeng, 1933 – 1947;
- Li Ťi-šen, květen 1947 – duben 1950, soustředil se na organizaci Revolučního výboru čínského Kuomintangu, stranu proto fakticky vedl místopředseda ústředního výboru Čchen Čchi-jou;
- Čchen Čchi-jou, duben 1950 – prosinec 1970, zemřel;
- neobsazeno, prosinec 1970 – říjen 1979;
- Chuang Ting-čchen, říjen 1979 – duben 1988;
- Tung Jin-čchu, duben 1988 – listopad 1997;
- Luo Chao-cchaj, listopad 1997 – prosinec 2007;
- Wan Kang, prosinec 2007 – prosinec 2022;
- Ťiang Cuo-ťün, od prosince 2022.